# 시마즈 히사야스
시마즈 히사야스(일본어: 島津久保, 1573년 ~ 1593년)는 아즈치모모야마 시대의 무장이다. 시마즈 요시히로의 차남.

## 생애
규슈 정벌 후 히사야스는 일시적으로 도요토미씨의 인질이 되었고 휴가의 영지가 주어졌다. 일찍부터 백부인 시마즈 요시히사, 부친 요시히로부터 후계자로 지목되고, 오다와라 정벌과 임진왜란에 참전하였다. 이듬해인 1593년 조선 거제도에서 병사했다. 향년 21세였으며 3명의 측근이 순사했다. 이후 가독은 그의 동생인 다다쓰네가 상속받았다.